# Эрнандес, Долорес
Долорес «Лолита» Эрнандес Монсон (исп. Dolores “Lolita” Hernández Monzón, родилась 21 мая 1997 в Веракрусе) — мексиканская прыгунья в воду, чемпионка Универсиады-2017.

## Биография
Долорес Эрнандес родилась 21 мая 1997 года. Родители Долорес заметили спортивные навыки девочки и записали её на занятия по плаванию и прыжкам в воду в центр Deportivo Leyes de Reforma. Там молодая прыгунья начала занятия с Франсиско Руэда, тренером другой известной мексиканской прыгуньи Лауры Санчес. Затем Долорес переехала в Мехико на занятия с Ма Цзинем.

## Карьера
Долорес Эрнандес выиграла три золотые медали игр Центральной Америки и Карибского бассейна 2014 года, проходившего в родном для неё городе. Через год в Торонто Долорес в паре с Паолой Эспиносой стала чемпионкой Панамериканских игр, а за день до этого стала обладательницей бронзовой медали в индивидуальных прыжках с трёхметрового трамплина на том же спортивном форуме.
Мексиканка принимала участие в чемпионате мира 2015 года в Казани.
20 августа 2017 года стала чемпионкой летней Универсиады в Тайбэе, обойдя многих известных спортсменок, в том числе свою соотечественницу Аранчу Чавес и россиянку Марию Полякову.